# 1949
1949 (MCMXLIX) je bilo navadno leto, ki se je po gregorijanskem koledarju začelo na soboto.

## Dogodki
- 1. januar - s prekinitvijo ognja, ki je bil izpogajan pod nadzorom OZN, se konča prva kašmirska vojna.
- 25. januar -
  - v hollywoodskem atletskem klubu poteka prva podelitev emmyjev.
  - sile Komunistične partije Kitajske vkorakajo v Peking.
  - David Ben-Gurion postane prvi predsednik vlade Izraela.
- 28. marec - angleški astronom Fred Hoyle v radijskem intervjuju na BBC prvič uporabi izraz »veliki pok«.
- 31. marec - Nova Fundlandija in Labrador se kot deseta provinca pridruži Kanadi.
- 1. april - Republika Irska zapusti Skupnost narodov in postane suverena država.
- 4. april - dvanajst zahodnih držav s severnoatlantskim sporazumom ustanovi zvezo NATO.
- 5. maj - z londonskim sporazumom je ustanovljen Svet Evrope.
- 23. maj - ustanovljena je Zvezna republika Nemčija.
- 8. junij - George Orwell objavi svoj antiutopični roman 1948.
- 8. avgust - Butan postane neodvisna država.
- 7. oktober - ustanovljena je Demokratična republika Nemčija.
- 16. oktober - z vdajo komunistov se konča državljanska vojna v Grčiji.
- 8. december - vlada Republike Kitajske konča z evakuacijo na Tajvan in razglasi Tajpej za začasno prestolnico.
- 16. december - Sukarno je izvoljen za prvega predsednika Indonezije.

## Rojstva
- 12. januar - Haruki Murakami, japonski pisatelj in prevajalec
- 17. januar - Andy Kaufman, ameriški komik († 1984)
- 22. februar - Niki Lauda, avstrijski dirkač Formule 1 in podjetnik († 2019)
- 3. marec - Franc Mihelič, slovenski harmonikar
- 10. marec - Jos Zalokar, slovenski TV voditelj, igralec, politik, podjetnik, in humanitarec
- 21. marec - Slavoj Žižek, slovenski filozof
- 22. marec - Danilo Kocjančič, slovenski glasbenik († 2013)
- 19. april - Manley Augustus Buchanan, jamajški reggae pevec in glasbenik
- 26. april - John Leonard Orr, ameriški požigalec
- 30. april - António Guterres, portugalski diplomat in politik
- 19. maj - Ivo Ban, slovenski gledališki in filmski igralec
- 23. maj - Ivan Sivec, slovenski pisatelj
- 24. maj - Tomaž Pisanski, slovenski matematik
- 18. junij - Lech Kaczyński, poljski politik († 2010)
- 22. junij - Meryl Streep, ameriška igralka
- 12. avgust - Mark Knopfler, škotski kitarist in pevec
- 31. avgust - Richard Gere, ameriški filmski igralec
- 1. oktober - André Rieu, nizozemski violinist in dirigent
- 16. oktober - Božo Cerar, slovenski pravnik in diplomat
- 21. oktober - Banjamin Netanjahu, izraelski politik in predsednik vlade
- 29. november - Aleksander Godunov, rusko-ameriški baletnik († 1995)
- 26. julij - Roger Taylor, angleški rock glasbenik, bobnar skupine Queen
- 17. december - Paul Rodgers, angleški rock glasbenik

## Smrti
- 26. februar - Ivan Jožef Tomažič, slovenski škof (* 1876)
- 30. marec - Friedrich Bergius, nemški kemik in Nobelov nagrajenec  (* 1884)
- 6. maj - Maurice Maeterlinck, belgijci pesnik, dramatik (* 1862)
- 4. junij - Maurice Blondel, francoski filozof (* 1861)
- 10. junij - Sigrid Undset, norveška pisateljica, nobelovka 1928 (* 1882)
- 11. junij - Oton Župančič, slovenski  pesnik, dramatik, prevajalec in urednik (* 1878)
- 19. junij - Vladimir Nazor, hrvaški pisec in politik (* 1876)
- 28. junij - Matej Sternen, slovenski slikar in restavrator (* 1870)
- 8. september - Richard Strauss, nemški skladatelj (* 1864)
- 13. september - August Krogh, danski fiziolog, nobelovec (* 1874)

## Nobelove nagrade
- Fizika - Yukawa Hideki
- Kemija - William Francis Giauque
- Fiziologija ali medicina - Walter Rudolf Hess, Antonio Caetano De Abreu Freire Egas Moniz
- Književnost - William Faulkner
- Mir - John Boyd Orr